# سرکارآباد
سرکارآباد یکی از روستاهای استان آذربایجان شرقی است که در دهستان سراجوی جنوبی بخش سراجو شهرستان مراغه واقع شده‌است. اهالی روستای سرکارآباد اکثرا تحصیل کرده و با سواد هستند. این روستا از چندین طایفه شامل طایفه های بادلانلو، پسیرانلو، مقدم و یاراحمدی تشکیل شده است. البته اکثریت ساکنین از طایفه بادلانلو میباشند.